# ستيفن شيبرد ألين
ستيفن شيبرد ألين (بالإنجليزية: Stephen Shepherd Allen)‏ هو فلاح ومحامي نيوزيلندي، ولد في 2 أغسطس 1882، وتوفي في 4 نوفمبر 1964 بسبب حادث مرور.